# IFA F9
De IFA F9 is een personenauto van het Industrieverband Fahrzeugbau, die van 1950 tot 1953 gebouwd werd door Automobilwerk Zwickau (AWZ) in Zwickau en van 1953 tot 1956 door Automobilwerk Eisenach (AWE) in Eisenach, beide in Oost-Duitsland.

## Geschiedenis
Op de Leipziger Messe in het voorjaar van 1948 stelde IFA naast de F8 ook de nog door het vroegere Auto Union ontwikkelde en voor introductie in 1940 geplande DKW F9 voor. De gezamenlijke Duitse vakpers verklaarde hem tot belangrijke nieuwe verschijning, waarbij toen nog niet te voorzien was dat jaren later ook in de Bondsrepubliek de DKW-driecilinder gebouwd zou worden.
De productie van de intussen IFA DKW F9 en vanaf 1952 IFA F9 genoemde wagen begon in oktober 1950 in kleine serie in de vroegere Audi-fabriek in Zwickau. De F9-carrosserieën kwamen uit de Zwickauer Horch-fabriek, de montage vond plaats bij Audi. Op de Leipziger Frühjahrsmesse van 1951 werd voor het eerst de Cabriolet tentoongesteld en daarnaast de Limousine met verschillende wijzigingen (bijvoorbeeld de volledige in plaats van gedeelde voorruit) die echter ten dele pas jaren later in de serieproductie werden doorgevoerd.
In de zomer van 1953 werd de productie van de F9 naar de IFA-fabriek in Eisenach verplaatst (interne benaming EMW 309), omdat in Zwickau de productiecapaciteit voor de AWZ P70 "Zwickau" nodig was. Vanaf de herfst van 1953 (vanaf auto nummer 55.501) had de F9 een hoger motorvermogen, grote voorruit zonder middenspijl, grote panorama-achterruit (eveneens zonder spijl), een 40 litertank achterin (met brandstofpomp) en een gewijzigde ontsteking en cilinderkop.
Nieuwe modellen waren de Kombi met een naar de zijkant scharnierende achterdeur en de Lieferwagen (pick-up). Daarnaast kwam er een Cabrio-Limousine in het programma, dit was een Limousine met stoffen dak tot boven de kofferklep. De carrosserieën van de Limousine en de Cabriolet kwamen ondertussen van VEB Karrosseriewerke Dresden (voorheen Gläser), de carrosserie van de Kombi werd gemaakt bij VEB Karrosseriewerk Halle (voorheen Kühn). Maximaal 7 carrosserie-uitvoeringen waren in totaal in productie, waaronder ook een Kübelwagen en een klein aantal Roadsters dat voor tentoonstellingsdoeleinden werd gemaakt. Een vierdeurs versie van de F9 kwam er echter niet.

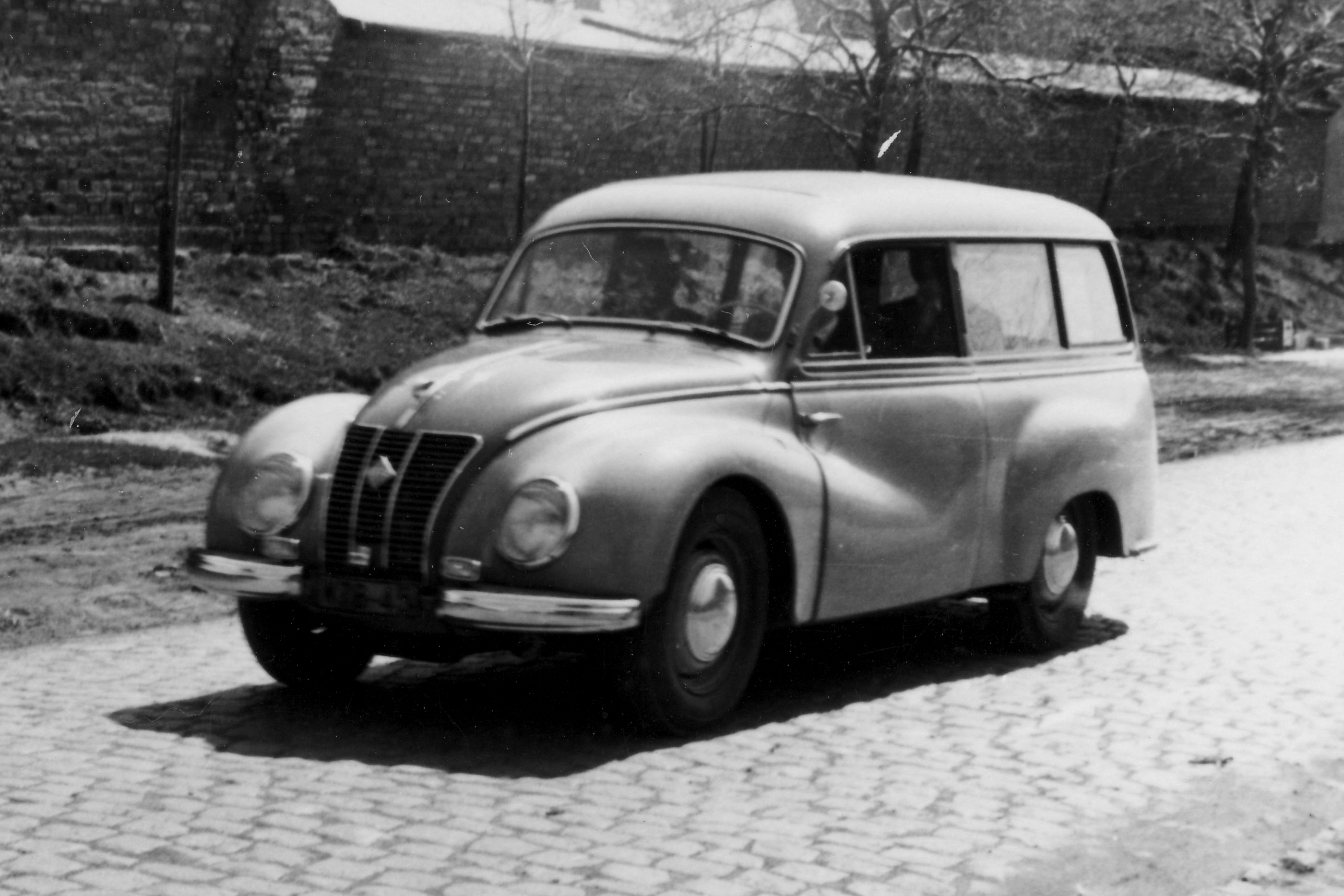
IFA F9 Kombi
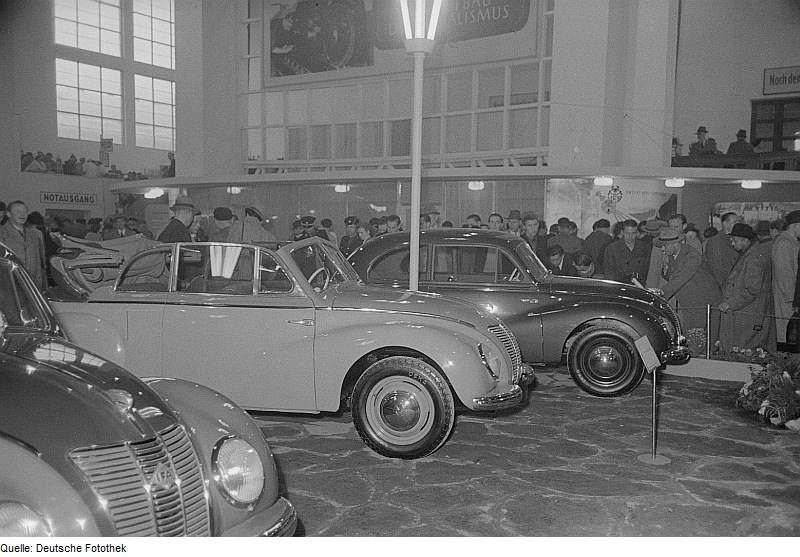
IFA F9 Cabriolet en Limousine
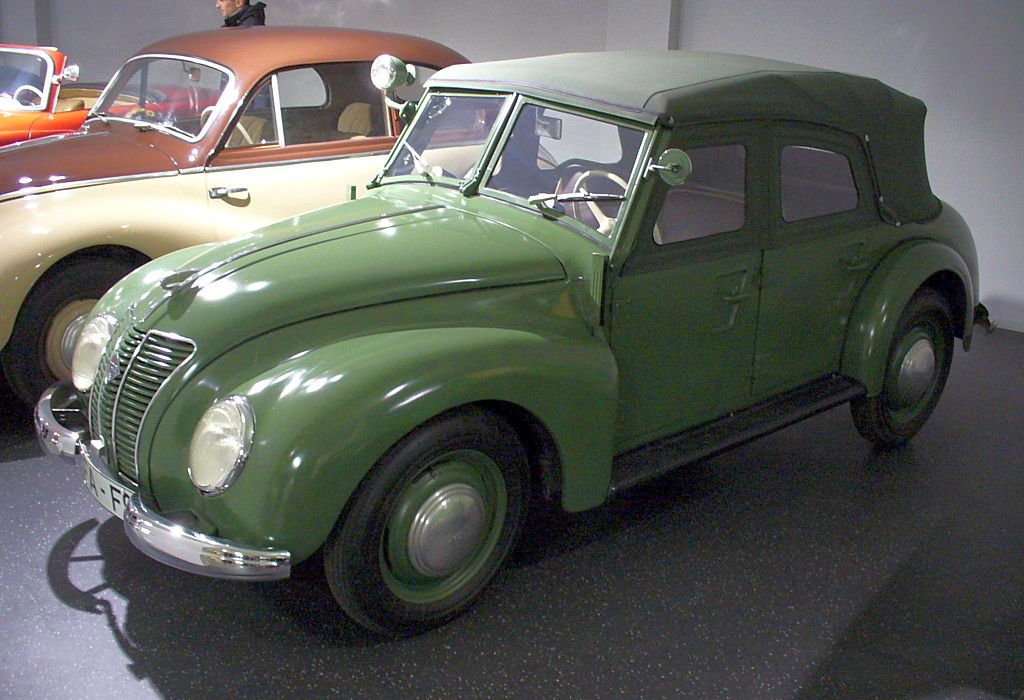
IFA F9 Kübel

De totale productie tot mei 1956 omvatte 40.663 auto's, waarvan de eerste 1.880 uit Zwickau kwamen en bijna 39.000 uit Eisenach.

## In Nederland
De importeur in Nederland was De Binckhorst Auto & Motor Import in Den Haag. In maart 1952 adverteerde men met een "sublieme nieuwe creatie uit de voormalige DKW-fabrieken te Chemnitz", aanvankelijk aangeboden voor 4.575 gulden, was de prijs in augustus 1954 gestegen tot 4.895 gulden voor "de nieuwe F9" (uit Eisenach). In juni 1956 zijn de "nieuwe prijzen" verlaagd tot (als voorheen) 4.575 gulden voor de Limousine, 5.500 gulden voor de Cabriolet en 5.195 gulden voor de Kombi.

## Opvolging
In 1955 werd de Wartburg 311 gepresenteerd. De Wartburg was gebaseerd op de F9 en nam daarvan de motor en het chassis over, maar had een nieuwe vierdeurs carrosserie. De productie begon in oktober 1955.